# Пруенса-а-Нова
Пруе́нса-а-Но́ва, або Прое́нса-а-Но́ва (порт. Proença-a-Nova; МФА: [pɾu.ˈẽ.sɐ-ɐ-ˈno.vɐ], «Нова Пруенса») — муніципалітет і містечко в Португалії, в окрузі Каштелу-Бранку. Розташований у центрально-східній частині країни, на теренах історичної португальської провінції Бейра. Належить до Порталегрівсько-Каштелу-Бранківської діоцезії Католицької церкви в Португалії. Права міського самоврядування має з 1242 року. Поділяється на 4 парафії. За адміністративним поділом, чинним до 1976 року, був складовою провінції Нижня Бейра. Площа муніципалітету — 385,39 км², населення муніципалітету — 8314 ос. (2011); густота населення — 21,57 осіб/км²
. Патрон — Діва Марія. Святковий день муніципалітету — 13 червня. Поштовий індекс — 6150.  Код місцевої адміністративної одиниці — 0508. Складова статистичного регіону Центр.

## Географія
Пруенса-а-Нова розташована в центрі Португалії, на півдні округу Каштелу-Бранку.
Пруенса-а-Нова межує на півночі з муніципалітетом Олейруш, на північному сході — з муніципалітетом Каштелу-Бранку, на сході — з муніципалітетом Віла-Веля-де-Родан, на південному заході — з муніципалітетом Масан, на північному заході — з муніципалітетом Сертан.

## Історія
1242 року португальський король Саншу II надав Пруенсі форал, яким визнав за поселенням статус містечка та муніципальні самоврядні права.

## Населення
| 1801  | 1849  | 1900   | 1930   | 1960   | 1981   | 1991   | 2001  | 2011  |
| 3 021 | 4 187 | 11 451 | 14 973 | 17 552 | 11 953 | 11 088 | 9 610 | 8 314 |

## Парафії
- Алвіту-да-Бейра
- Монтеш-да-Сеньора
- Перал
- Пруенса-а-Нова
- Сан-Педру-ду-Ештевал
- Собрейра-Формоза